# Lautaro Martínez
Lautaro Javier Martínez (* 22. August 1997 in Bahía Blanca) ist ein argentinischer Fußballspieler. Er spielt seit der Saison 2018/19 für den italienischen Erstligisten Inter Mailand und ist seit 2018 A-Nationalspieler. Mit der Nationalmannschaft gewann der Stürmer die Weltmeisterschaft 2022.

## Vereinskarriere

### Anfänge in Argentinien
Lautaro Martínez begann seine Karriere in der Jugend auf der Position eines Verteidigers. Aufgrund seiner Schnelligkeit und seiner Dribbelfähigkeiten setzte man ihn später auf offensiveren Positionen ein. Er spielte bis 2015 in der Jugend des Racing Club und wurde im Folgejahr in die erste Mannschaft aufgenommen. Sein Profidebüt absolvierte er bereits am 31. Oktober 2015, dem vorletzten Spieltag der Saison 2015, beim 3:0-Heimsieg gegen den CM Crucero del Norte, als er in der 80. Minute für Diego Milito eingewechselt wurde.

### Wechsel nach Europa
Zur Saison 2018/19 wechselte Martínez zum italienischen Erstligisten Inter Mailand. Sein Vertrag läuft bis 2029. In seiner ersten Saison im Inter-Trikot kam er unter dem Cheftrainer Luciano Spalletti zu 27 Ligaeinsätzen (13-mal von Beginn), in denen er 6 Tore erzielte. In der Saison 2019/20 gelang dem 22-jährigen Martínez unter dem neuen Cheftrainer Antonio Conte der Durchbruch in Europa. Er kam meist gemeinsam mit dem Neuzugang Romelu Lukaku im Sturm zum Einsatz und erzielte in 35 Ligaspielen (29-mal von Beginn) 14 Tore. Inter wurde mit 82 Punkten einen Punkt hinter Juventus Turin Vizemeister, was die beste Platzierung seit 2011 sowie die beste Punktausbeute seit der Meisterschaft 2010 (ebenfalls 82) bedeutete. In der Champions League schied die Mannschaft allerdings in einer Gruppe mit dem FC Barcelona, Borussia Dortmund und Slavia Prag als Drittplatzierter aus, wobei Martínez in 6 Einsätzen 5 Tore erzielte. In der K.-o.-Phase spielte Inter somit in der Europa League weiter. Diese musste aufgrund der COVID-19-Pandemie ab dem Viertelfinale in einem Finalturnier beendet werden. Inter spielte zudem auch das Achtelfinale gegen den FC Getafe in einer einfachen Runde. Im Halbfinale erzielte Martínez beim 5:0-Sieg gegen Schachtar Donezk einen Doppelpack.

## Nationalmannschaft

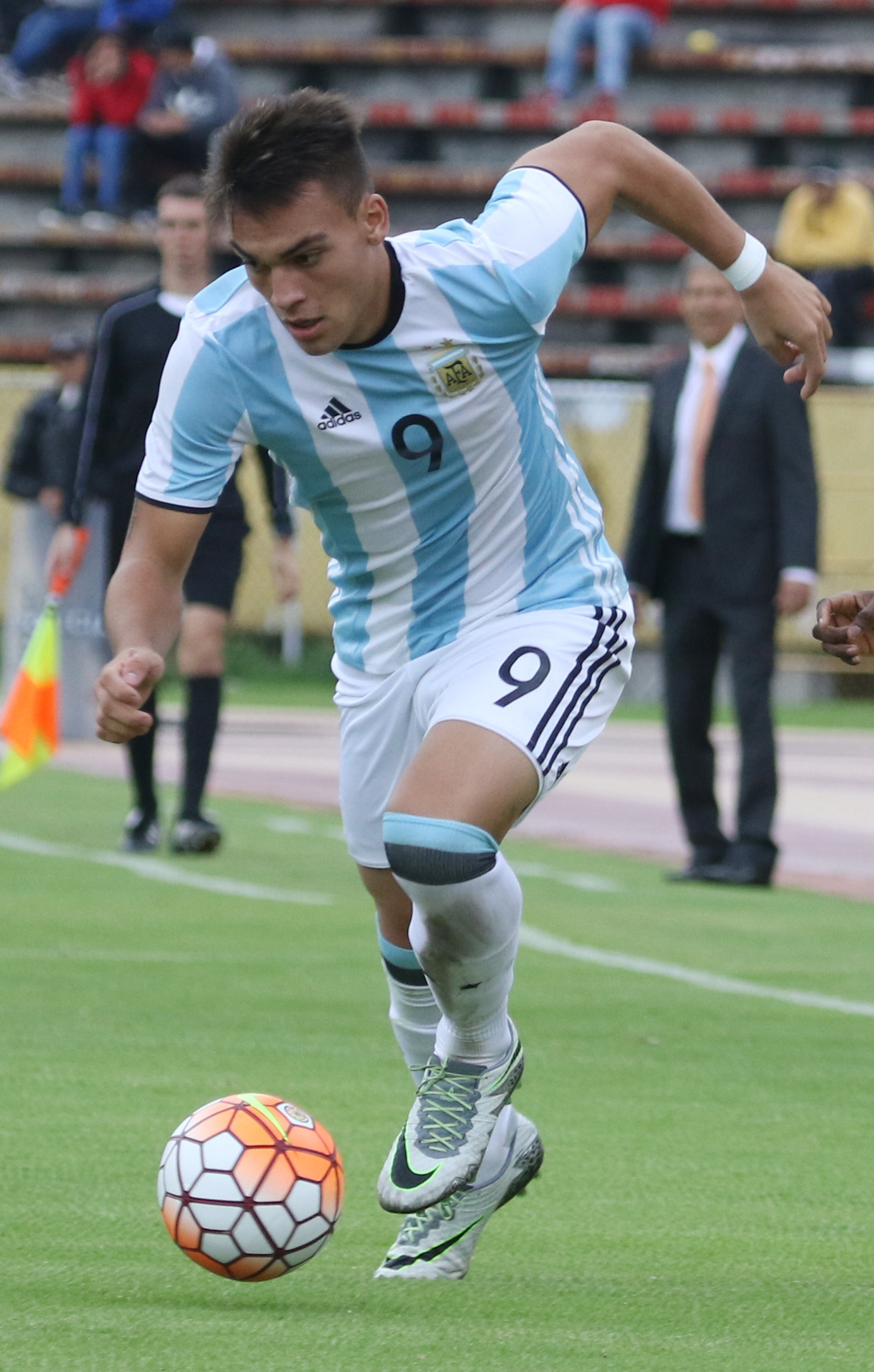
Martínez während eines Spiels für die U20 Argentiniens, 2017

Martínez spielte 2017 elfmal für die U20 des argentinischen Verbandes. Für diese lief er erstmals am 19. Januar 2017 bei der U20-Südamerikameisterschaft in der Partie gegen die U20 Perus auf und erzielte in den Schlussminuten des Spiels den 1:1-Endstand, wobei er über die gesamte Spielzeit aufgeboten wurde.
Die argentinische Auswahl qualifizierte sich für die U20-WM 2017 in Südkorea und Martínez wurde in den Kader für das Turnier berufen. Er bestritt zwei Partien, wobei er im zweiten Spiel seiner Mannschaft eine Sperre nach einer Roten Karten absitzen musste. Im dritten Gruppenspiel, welches für die Auswahl nach zwei vorherigen Niederlagen die letzte Partie des Turniers bedeutete, erzielte Martínez zwei Tore beim 5:0-Sieg über die U20 Guineas.
Am 27. März 2018 kam Martínez zu seinem Debüt für die A-Auswahl Argentiniens bei der 1:6-Auswärtsniederlage gegen Spanien, als er in der 59. Minute für Gonzalo Higuaín eingewechselt wurde.
Martínez schoss unter Trainer Lionel Scaloni am 23. Juni 2019 in der Arena do Grêmio, Porto Alegre, sein erstes Tor in einem Pflichtspiel für Argentinien während der Copa América 2019 in Brasilien beim 2:0 gegen Katar und später auch sein zweites beim 2:0 gegen Venezuela. Er erreichte mit Argentinien den dritten Platz durch einen 2:1-Sieg gegen Titelverteidiger Chile.
Am 10. September 2019 schoss er seinen ersten internationalen Hattrick im Freundschaftsspiel gegen Mexiko, als Argentinien 4:0 gewann.
Beim 1:0-Finalsieg am 10. Juli 2021 über Titelverteidiger Brasilien gewann er mit seiner Mannschaft die Copa América 2021.
Am 18. Dezember 2022 wurde er mit Argentinien mit einem Sieg über Frankreich im Finale (3:3 n. V. (2:2, 2:0), 4:2 i. E.) Weltmeister bei der WM-Endrunde in Katar. Er kam im Turnier in sechs Spielen zum Einsatz, erzielte jedoch kein Tor.
Bei der Copa América 2024 stand er in alle sechs Spielen auf dem Platz, wobei er viermal eingewechselt wurde. Er erzielte dabei fünf Tore, darunter das Siegtor in der Verlängerung des Finales gegen Kolumbien, und wurde Torschützenkönig des Turniers.

## Titel und Auszeichnungen
Nationalmannschaft
- Weltmeister: 2022
- Copa-América-Sieger: 2021, 2024
- Finalissima-Sieger: 2022

Inter Mailand
- Italienischer Meister: 2021, 2024
- Italienischer Pokalsieger: 2022, 2023
- Italienischer Supercupsieger: 2021, 2022, 2023

Auszeichnungen
- Nominierung für den Ballon d’Or: 2021 (21. Platz), 2023 (20.), 2024 (7.)
- Italiens Fußballer des Jahres: 2024
- Spieler der Saison der Serie A: 2023/24
- Spieler des Monats der Serie A: Oktober 2023
- Team des Jahres der Serie A: 2024
- Torschützenkönig der Serie A: 2023/24
- Torschützenkönig der Copa América: 2024